# Escravidão (Laurentino Gomes)
Escravidão é uma obra em três volumes do escritor e jornalista Laurentino Gomes, cujo primeiro volume foi lançado em 2019 e o segundo, em 2021. O terceiro volume foi lançado em 2022, ano do bicentenário da Independência do Brasil.

## Obra

### Volume I - Do primeiro leilão de cativos em Portugal até a morte de Zumbi dos Palmares
O foco principal do volume é a África. Compreende em período de aproximadamente 250 anos, entre o início das capturas de escravos pelos portugueses na costa do continente, em meados do século XV, até o final do século XVII. Traz também trechos sobre a escravidão em outras épocas e lugares, como na Grécia e Roma antigas, nos domínios do Islã, bem como na própria África antes dos portugueses.
A obra contém, da página 11 à página 14, uma linha do tempo que vai de 1444 a 1700, pontuando os principais acontecimentos e informações relativas à escravidão no Brasil. Na Introdução, o autor descreve e caracteriza o indivíduo baiano Francisco Félix de Souza "mulato claro, nascido em Salvador" como o mais famoso, rico e influente mercador de gente da costa africana, morto em 1848 aos 94 anos de idade, deixando 53 mulheres suas viúvas, mais de 80 filhos e 2.000 escravos. 
Contém ainda, diversas páginas ilustradas, além de mapas, croquis e tabelas.

### Volume II - Da corrida do ouro em Minas Gerais até a chegada da corte de dom João ao Brasil
Concentra-se no século XVIII que, devido à descoberta de ouro e diamante no Brasil e necessidade de mão de obra em todo o continente, foi o auge do tráfico negreiro.

### Volume III -A ser lançado
Trata do movimento abolicionista, do tráfico ilegal de escravos, da abolição da escravidão no século XIX e de seu legado.